# Ye (pronome)
Ye (AFI: /ji:/) é um pronome pessoal da segunda pessoa do plural da língua inglesa. No inglês da Idade Média e Moderna (do final do séc XV ao final do séc XVII), era empregado em ocasiões formais. Embora seu uso tenha sido extinguido em quase todo o mundo falante de tal idioma, ele mantém-se ativo em Newfoundland, Norte da Inglaterra, Cornualha e Irlanda, distinguindo-se do singular ''you''. 